# بريان هيو
بريان هيو (بالإنجليزية: Bryan Vaughan)‏ هو سياسي أسترالي، ولد في 2 فبراير 1931 في سيدني في أستراليا، وتوفي في 17 يونيو 2015. حزبياً، نشط في حزب العمال الأسترالي. وقد انتخب عضو المجلس التشريعي نيو ساوث ويلز.